# Exo Planet 3 – The Exo'rdium
Exo Planet #3 – The Exo'rdium là chuyến lưu diễn thứ ba của nhóm nhạc nam Hàn - Trung EXO. Chuyến lưu diễn bắt đầu tại Nhà thi đấu Thể dục dụng cụ Olympic, Seoul vào ngày 22 tháng 7 năm 2016, và kết thúc tại sân vận động Olympic, Seoul vào ngày 28 tháng 5 năm 2017.

## Lịch sử

### Hàn Quốc
- Chuyến lưu diễn đã được chính thức công bố bởi SM Entertainment vào tháng 6 năm 2016 với 6 ngày tại Nhà thi đấu Thể dục dụng cụ Olympic, Seoul.
- EXO'rDIUM ban đầu được thông báo bắt đầu vào ngày 23 tháng 7 năm 2016 với 5 buổi hòa nhạc nhưng do nhu cầu quá lớn, chương trình thứ 6 được thực hiện vào ngày 22 tháng 7 năm 2016.[3][4][5]
- Buổi hòa nhạc tại Seoul thành công tốt đẹp trong sáu ngày với 84.000 người hâm mộ.
- Vào ngày 30 tháng 3 năm 2017, tài khoản Vyrl đã công bố EXO sẽ có 2 buổi hòa nhạc Exo Planet # 3 - The Exo'rdium[dot] được diễn ra vào ngày 27 và 28 tháng 5 tại Sân vận động Olympic Seoul. Đưa EXO trở thành một trong số ít nhóm nhạc có buổi biểu diễn tại sân vận động siêu khủng Sân vận động Olympic Seoul. Đứng cùng danh sách với những huyền thoại K-pop Seo Taiji and Boys, Sechs Kies và G.o.d.

### Trung Quốc
- EXO'rDIUM dự kiến sẽ được tổ chức tại Hàng Châu, Thành Đô và Nam Kinh. Sau khi Hàn Quốc thông báo rằng họ sẽ triển khai hệ thống THAAD của Hoa Kỳ. Do xung đột hiện tại, tất cả các buổi hòa nhạc EXO'rDIUM được lên lịch tại Trung Quốc (trừ Hàng Châu) đã bị hủy.[7][8]
- Vé cho EXO'rDIUM tại Hàng Châu đã bán hết trong năm phút.[9][10]

### Băng Cốc
- Chuyến lưu diễn EXO'rDIUM của EXO ở Băng Cốc đã bán hết 24.000 vé trong ba phút, tạo ra một kỷ lục mới.[11]
- Trong buổi trình diễn vào ngày 11 tháng 9, Yoo Jae-suk đã tham gia biểu diễn cùng với EXO với màn biểu diễn đặc biệt Dancing King. Sự hợp tác này là một phần trong nhiệm vụ của Yoo Jae-suk trong chương trình infinite Challenge.

### Nhật Bản
- EXO đã bổ sung đĩa đơn mới 'Coming Over' vào danh sách biểu diễn của họ tại Tokyo và Osaka.

### Philippines
- Lay do bận những hoạt động cá nhân đã không thể có mặt ở buổi hòa nhạc của EXO tại Araneta Coliseum (ngày 1 và 2).

### Hoa Kỳ
- Vào ngày 2 tháng 2 năm 2017, thông báo chính thức thông báo rằng chuyến lưu diễn EXO'rDIUM sẽ đến Newark và Los Angeles.[17]

## Danh sách tiết mục
VCR mở đầu
- MAMA (remix) (KR)
- Monster (remix) (KR)
- 늑대와 미녀 (Wolf) (Remix) (KR)

Ment
- 백색소음 (White Noise) (KR)
- Thunder (KR)
- Playboy (KR)
- Artificial Love (KR)

VCR
- 불공평해 (Unfair) (KR)
- My Lady (acoustic medley) (KR)
- My Turn to Cry (acoustic medley) (KR)
- 월광 (Moonlight) (acoustic medley) (KR)
- Monodrama (acoustic medley) (CH)
- Call Me Baby (acoustic medley) (KR)
- Love, Love, Love (acoustic medley) (KR)
- 유성우 (Lady Luck) (acoustic medley) (KR)
- What If (KR)
- Tender Love (KR)
- Love Me Right (KR)
- 유리어항 (One and Only) (KR)
- Stronger (KR)

VCR
- Heaven (KR)
- XOXO (KR)
- Girl x Friend (KR)
- 3.6.5. (KR)

VCR
- Overdose (KR)
- Transformer (KR)
- Lightsaber (KR)

Ment
- 같이해 (Do It Together) (KR)
- Full Moon (KR)
- Drop That (KR)
- Let Out The Beast (KR)
- Lucky (KR)
- Run (remix) (KR)

(Encore)
- Cloud 9 (KR)
- 으르렁 (Growl) (remix) (KR)
- Lucky One (KR)

Ment
- 너의 세상으로 (Into Your World) (KR)

VCR mở đầu
- MAMA (remix) (KR)
- Monster (remix) (KR)
- 늑대와 미녀 (Wolf) (Remix) (KR)

Ment
- 백색소음 (White Noise) (KR)
- Thunder (KR)
- Playboy (KR)
- Artificial Love (KR)

VCR
- 불공평해 (Unfair) (KR)
- My Lady (acoustic medley) (KR)
- My Turn to Cry (acoustic medley) (KR)
- 월광 (Moonlight) (acoustic medley) (KR)
- Monodrama (acoustic medley) (CH)
- Call Me Baby (acoustic medley) (KR)
- Love, Love, Love (acoustic medley) (KR)
- 유성우 (Lady Luck) (acoustic medley) (KR)
- What If (KR)
- Tender Love (KR)
- Love Me Right (KR)
- 유리어항 (One and Only) (KR)
- Stronger (KR)

VCR (Lucky)
- Heaven (KR)
- Girl x Friend (KR)
- 3.6.5. (KR)

VCR (Tender Love + BeatBurger Remix)
- Overdose (KR)
- Transformer (KR)
- Lightsaber (remix) (KR)

Ment
- 같이해 (Do It Together) (KR)
- Full Moon (KR)
- Dancing King ft. Yoo Jae Suk (KR) (Day 2 Only)

'Ment' ft. Yoo Jae Suk (Day 2 Only)
- Drop That (KR)
- Let Out The Beast (remix) (KR)
- Lucky (KR)
- Run (remix) (KR)

VCR (Sing For You)
- 으르렁 (Growl) (remix) (KR)
- Lucky One (KR)

Ment
- 너의 세상으로 (Into Your World) (KR)

VCR mở đầu
- MAMA (remix) (KR)
- Monster (remix) (CH)
- 늑대와 미녀 (Wolf) (Remix) (KR)

Ment
- 백색소음 (White Noise) (KR)
- Thunder (KR)
- Playboy (KR)
- Artificial Love (KR)

VCR
- 불공평해 (Unfair) (KR)
- My Lady (acoustic medley) (KR)
- My Turn to Cry (acoustic medley) (KR)
- 월광 (Moonlight) (acoustic medley) (KR)
- Monodrama (acoustic medley) (CH)
- Call Me Baby (acoustic medley) (KR)
- Love, Love, Love (acoustic medley) (KR)
- 유성우 (Lady Luck) (acoustic medley) (KR)
- What If (KR)
- Tender Love (KR)
- Love Me Right (CH)
- 유리어항 (One and Only) (KR)
- Stronger (KR)

VCR (Lucky)
- Heaven (KR)
- Girl x Friend (KR)
- 3.6.5. (KR)

VCR (Tender Love + BeatBurger Remix)
- Overdose (KR)
- Transformer (KR)
- Lightsaber (remix) (KR)

Ment
- 같이해 (Do It Together) (KR)
- Full Moon (KR)
- Drop That (KR)
- Let Out The Beast (remix) (KR)
- Lucky (KR)
- Run (remix) (KR)

VCR (Sing For You)
- 으르렁 (Growl) (remix) (CH)
- Lucky One (KR)

Ment
- 너의 세상으로 (Into Your World) (KR)

VCR mở đầu
- MAMA (remix) (KR)
- Monster (remix) (KR)
- 늑대와 미녀 (Wolf) (Remix) (KR)

Ment
- 백색소음 (White Noise) (KR)
- Thunder (KR)
- Playboy (KR)
- Artificial Love (KR)

VCR
- 불공평해 (Unfair) (KR)
- My Lady (acoustic medley) (KR)
- My Turn to Cry (acoustic medley) (KR)
- 월광 (Moonlight) (acoustic medley) (KR)
- Monodrama (acoustic medley) (CH)
- Call Me Baby (acoustic medley) (KR)
- Love, Love, Love (acoustic medley) (KR)
- 유성우 (Lady Luck) (acoustic medley) (KR)
- What If (KR)
- Tender Love (KR)
- Love Me Right (JP)
- 유리어항 (One and Only) (KR)
- Stronger (KR)

VCR (Lucky)
- Heaven (KR)
- Girl x Friend (KR)
- 3.6.5. (KR)

VCR (Tender Love + BeatBurger Remix)
- Overdose (KR)
- Transformer (KR)
- Lightsaber (remix) (JP)

Ment
- 같이해 (Do It Together) (KR)
- Full Moon (KR)
- Coming Over (JP) (Tokyo and Osaka only)
- Drop That (JP)
- Let Out The Beast (remix) (KR) (Hiroshima only)
- Lucky (KR)
- Run (remix) (KR)

VCR (Sing For You)
- 으르렁 (Growl) (remix) (KR)
- Lucky One (KR)

Ment
- 너의 세상으로 (Into Your World) (KR)

VCR mở đầu
- MAMA (remix) (KR)
- Monster (remix) (CH)
- 늑대와 미녀 (Wolf) (Remix) (KR)

Ment
- 백색소음 (White Noise) (KR)
- Thunder (KR)
- Playboy (KR)
- Artificial Love (KR)

VCR
- 불공평해 (Unfair) (KR)
- My Lady (acoustic medley) (KR)
- My Turn to Cry (acoustic medley) (KR)
- 월광 (Moonlight) (acoustic medley) (KR)
- Monodrama (acoustic medley) (CH)
- Call Me Baby (acoustic medley) (KR)
- Love, Love, Love (acoustic medley) (KR)
- 유성우 (Lady Luck) (acoustic medley) (KR)
- What If (KR)
- Tender Love (KR)
- Love Me Right (CH)
- 유리어항 (One and Only) (KR)
- Stronger (KR)

VCR (Lucky)
- Heaven (KR)
- Girl x Friend (KR)
- 3.6.5. (KR)

VCR (Tender Love + BeatBurger Remix)
- Overdose (KR)
- Transformer (KR)
- Lightsaber (remix) (KR)

Ment
- 같이해 (Do It Together) (KR)
- Full Moon (KR)
- Drop That (KR)
- Lucky (KR)
- Run (remix) (KR)

VCR (Sing For You)
- 으르렁 (Growl) (remix) (CH)
- Lucky One (KR)

Ment
- 너의 세상으로 (Into Your World) (KR)

VCR mở đầu
- MAMA (remix) (KR)
- Monster (remix) (CH)
- 늑대와 미녀 (Wolf) (Remix) (KR)

Ment
- 백색소음 (White Noise) (KR)
- Thunder (KR)
- Playboy (KR)
- Artificial Love (KR)

VCR
- 불공평해 (Unfair) (KR)
- My Lady (acoustic medley) (KR)
- My Turn to Cry (acoustic medley) (KR)
- 월광 (Moonlight) (acoustic medley) (KR)
- Monodrama (acoustic medley) (CH)
- Call Me Baby (acoustic medley) (KR)
- Love, Love, Love (acoustic medley) (KR)
- 유성우 (Lady Luck) (acoustic medley) (KR)
- What If (KR)
- Tender Love (KR)
- Love Me Right (CH)
- 유리어항 (One and Only) (KR)
- Stronger (KR)

VCR (Lucky)
- Heaven (KR)
- Girl x Friend (KR)
- 3.6.5. (KR)

VCR (Tender Love + BeatBurger Remix)
- Overdose (KR)
- Transformer (KR)
- Lightsaber (remix) (KR)

Ment
- 같이해 (Do It Together) (KR)
- Full Moon (KR)
- Drop That (KR)
- Lucky (KR)
- Run (remix) (KR)

VCR (Sing For You)
- 으르렁 (Growl) (remix) (CH)
- Lucky One (KR)

Ment
- 너의 세상으로 (Into Your World) (KR)

VCR mở đầu
- MAMA (remix) (KR)
- Monster (remix) (KR)
- 늑대와 미녀 (Wolf) (Remix) (KR)

Ment
- 백색소음 (White Noise) (KR)
- Thunder (KR)
- Playboy (KR)
- Artificial Love (KR)

VCR
- 불공평해 (Unfair) (KR)
- My Lady (acoustic medley) (KR)
- My Turn to Cry (acoustic medley) (KR)
- 월광 (Moonlight) (acoustic medley) (KR)
- Call Me Baby (acoustic medley) (KR)
- Love, Love, Love (acoustic medley) (KR)
- 유성우 (Lady Luck) (acoustic medley) (KR)
- What If (KR)
- Tender Love (KR)
- Love Me Right (KR)
- 유리어항 (One and Only) (KR)
- Stronger (KR)

VCR (Lucky)
- Heaven (KR)
- Girl x Friend (KR)
- 3.6.5. (KR)

VCR (Tender Love + BeatBurger Remix)
- Overdose (KR)
- Transformer (KR)
- Lightsaber (remix) (KR)

Ment
- 같이해 (Do It Together) (KR)
- Full Moon (KR)
- Drop That (KR)
- Lucky (KR)
- Run (remix) (KR)

VCR (Sing For You)
- 으르렁 (Growl) (remix) (KR)
- Lucky One (KR)

Ment
- 너의 세상으로 (Into Your World) (KR)

VCR mở đầu
- MAMA (remix) (KR)
- Monster (remix) (KR)
- 늑대와 미녀 (Wolf) (Remix) (KR)

Ment
- 백색소음 (White Noise) (KR)
- Thunder (KR)
- Playboy (KR)
- Artificial Love (KR)

VCR
- 불공평해 (Unfair) (KR)
- My Lady (acoustic medley) (KR)
- My Turn to Cry (acoustic medley) (KR)
- 월광 (Moonlight) (acoustic medley) (KR)
- Call Me Baby (acoustic medley) (KR)
- Love, Love, Love (acoustic medley) (KR)
- 유성우 (Lady Luck) (acoustic medley) (KR)
- What If (KR)
- Tender Love (KR)
- Love Me Right (KR)
- 유리어항 (One and Only) (KR)
- Stronger (KR)

VCR (Lucky)
- Heaven (KR)
- Girl x Friend (KR)
- 3.6.5. (KR)

VCR (Tender Love + BeatBurger Remix)
- Overdose (KR)
- Transformer (KR)
- Lightsaber (remix) (KR)

Ment
- 같이해 (Do It Together) (KR)
- Full Moon (KR)
- Drop That (KR)
- Lucky (KR)
- Run (remix) (KR)

VCR (Sing For You)
- 으르렁 (Growl) (remix) (KR)
- Lucky One (KR)

Ment
- 너의 세상으로 (Into Your World) (KR)

Opening VCR
- MAMA (remix) (KR)
- Monster (remix) (KR)
- 늑대와 미녀 (Wolf) (Remix) (KR)

Ment
- 백색소음 (White Noise) (KR)
- Thunder (KR)
- Playboy (KR)
- Artificial Love (KR)

VCR
- 불공평해 (Unfair) (KR)
- My Lady (acoustic medley) (KR)
- My Turn to Cry (acoustic medley) (KR)
- 월광 (Moonlight) (acoustic medley) (KR)
- Call Me Baby (acoustic medley) (KR)
- Love, Love, Love (acoustic medley) (KR)
- 유성우 (Lady Luck) (acoustic medley) (KR)
- What If (KR)
- Tender Love (KR)
- Love Me Right (KR)
- 유리어항 (One and Only) (KR)
- Stronger (KR)

VCR (Lucky)
- Heaven (KR)
- Girl x Friend (KR)
- 3.6.5. (KR)

VCR (Tender Love + BeatBurger Remix)
- Overdose (KR)
- Transformer (KR)
- Lightsaber (remix) (KR)

Ment
- 같이해 (Do It Together) (KR)
- Full Moon (KR)
- Drop That (KR)
- Lucky (KR)
- Run (remix) (KR)

VCR (Sing For You)
- 으르렁 (Growl) (remix) (KR)
- Lucky One (KR)

Ment
- 너의 세상으로 (Into Your World) (KR)

Opening VCR
- MAMA (remix) (KR)
- Monster (remix) (KR)
- 늑대와 미녀 (Wolf) (Remix) (KR)

Ment
- 백색소음 (White Noise) (KR)
- Thunder (KR)
- Playboy (KR)
- Artificial Love (KR)

VCR
- 불공평해 (Unfair) (KR)
- Sabor a mi (ESP)
- My Lady (acoustic medley) (KR)
- My Turn to Cry (acoustic medley) (KR)
- 월광 (Moonlight) (acoustic medley) (KR)
- Call Me Baby (acoustic medley) (KR)
- Love, Love, Love (acoustic medley) (KR)
- 유성우 (Lady Luck) (acoustic medley) (KR)
- Tender Love (KR)
- Love Me Right (KR)
- Stronger (KR)

VCR (Lucky)
- Heaven (KR)
- Girl x Friend (KR)
- 3.6.5. (KR)

VCR (Tender Love + BeatBurger Remix)
- Overdose (KR)
- Transformer (KR)
- Lightsaber (remix) (KR)

Ment
- 같이해 (Do It Together) (KR)
- Full Moon (KR)
- Drop That (KR)
- Keep on Dancing
- Lucky (KR)
- Run (remix) (KR)

VCR (Sing For You)
- 으르렁 (Growl) (remix) (KR)
- Lucky One (KR)

Ment
- 너의 세상으로 (Into Your World) (KR)

Opening VCR
- MAMA (remix) (KR)
- Monster (remix) (KR)
- 늑대와 미녀 (Wolf) (Remix) (KR)

Ment
- 백색소음 (White Noise) (KR)
- Thunder (KR)
- Playboy (KR)
- Artificial Love (KR)

VCR
- My Lady (acoustic medley) (KR)
- My Turn to Cry (acoustic medley) (KR)
- 월광 (Moonlight) (acoustic medley) (KR)
- Call Me Baby (acoustic medley) (KR)
- Love, Love, Love (acoustic medley) (KR)
- 유성우 (Lady Luck) (acoustic medley) (KR)
- Tender Love (KR)
- Love Me Right (KR)
- Stronger (KR)

VCR (Lucky)
- Heaven (KR)
- Girl x Friend (KR)
- 3.6.5. (KR)

VCR (Tender Love + BeatBurger Remix)
- Overdose (KR)
- Transformer (KR)
- Lightsaber (remix) (KR)

Ment
- 같이해 (Do It Together) (KR)
- Full Moon (KR)
- Drop That (KR)
- Lucky (KR)
- Run (remix) (KR)

VCR (Sing For You)
- 으르렁 (Growl) (remix) (KR)
- Lucky One (KR)

Ment
- 너의 세상으로 (Into Your World) (KR)

Opening VCR
- MAMA (remix) (KR)
- Monster (remix) (KR)
- 늑대와 미녀 (Wolf) (Remix) (KR)

Ment
- 백색소음 (White Noise) (KR)
- Thunder (KR)
- Playboy (KR)
- Artificial Love (KR)

VCR
- 불공평해 (Unfair) (KR)
- My Lady (acoustic medley) (KR)
- My Turn to Cry (acoustic medley) (KR)
- 월광 (Moonlight) (acoustic medley) (KR)
- Sing For You (acoustic medley) (KR)
- Call Me Baby (acoustic medley) (KR)
- Love, Love, Love (acoustic medley) (KR)
- 유성우 (Lady Luck) (acoustic medley) (KR)
- Tender Love (KR)
- Cloud 9 (KR)
- Love Me Right (KR)

VCR
- Heaven (KR)
- Girl x Friend (KR)
- 3.6.5. (KR)

VCR
- Overdose (KR)
- Transformer (KR)
- Lightsaber (KR)

Ment
- 같이해 (Do It Together) (KR)
- Full Moon (KR)
- Drop That (KR)
- Let Out The Beast (KR)
- Lucky (KR)
- Run (remix) (KR)

(Encore)
- Lotto (KR)
- 으르렁 (Growl) (remix) (KR)
- Lucky One (KR)

Ment
- For Life (KR)

## Danh sách buổi diễn
| Ngày                 | Thành phố        | Quốc gia    | Địa điểm                            | Số vé                   | Doanh thu   |
| -------------------- | ---------------- | ----------- | ----------------------------------- | ----------------------- | ----------- |
| Châu Á               |                  |             |                                     |                         |             |
| 22 tháng 7 năm 2016  | Seoul            | Hàn Quốc    | Nhà thi đấu Thể dục dụng cụ Olympic | 84.696 (100%)           | $10.147.250 |
| 23 tháng 7 năm 2016  | Seoul            | Hàn Quốc    | Nhà thi đấu Thể dục dụng cụ Olympic | 84.696 (100%)           | $10.147.250 |
| 24 tháng 7 năm 2016  | Seoul            | Hàn Quốc    | Nhà thi đấu Thể dục dụng cụ Olympic | 84.696 (100%)           | $10.147.250 |
| 29 tháng 7 năm 2016  | Seoul            | Hàn Quốc    | Nhà thi đấu Thể dục dụng cụ Olympic | 84.696 (100%)           | $10.147.250 |
| 30 tháng 7 năm 2016  | Seoul            | Hàn Quốc    | Nhà thi đấu Thể dục dụng cụ Olympic | 84.696 (100%)           | $10.147.250 |
| 31 tháng 7 năm 2016  | Seoul            | Hàn Quốc    | Nhà thi đấu Thể dục dụng cụ Olympic | 84.696 (100%)           | $10.147.250 |
| 10 tháng 9 năm 2016  | Bangkok          | Thái Lan    | Impact Arena                        | 26.984 (100%)           | $3.403.336  |
| 11 tháng 9 năm 2016  | Bangkok          | Thái Lan    | Impact Arena                        | 26.984 (100%)           | $3.403.336  |
| 13 tháng 9 năm 2016  | Hiroshima        | Nhật Bản    | Hiroshima Green Arena               | 16.396 (100%)           | $2.309.722  |
| 14 tháng 9 năm 2016  | Hiroshima        | Nhật Bản    | Hiroshima Green Arena               | 16.396 (100%)           | $2.309.722  |
| 30 tháng 9 năm 2016  | Hàng Châu        | Trung Quốc  | Trung tâm Thể thao Hoàng Long       | 12.634 (100%)           | $1.502.311  |
| 2 tháng 10 năm 2016  | Fukuoka          | Nhật Bản    | Trung tâm Hội nghị Fukuoka          | 32.694 (100%)           | $4.554.690  |
| 3 tháng 10 năm 2016  | Fukuoka          | Nhật Bản    | Trung tâm Hội nghị Fukuoka          | 32.694 (100%)           | $4.554.690  |
| 4 tháng 10 năm 2016  | Fukuoka          | Nhật Bản    | Trung tâm Hội nghị Fukuoka          | 32.694 (100%)           | $4.554.690  |
| 12 tháng 10 năm 2016 | Hokkaido         | Nhật Bản    | Makomanai Ice Arena                 | 18.589 (100%)           | $2.617.925  |
| 13 tháng 10 năm 2016 | Hokkaido         | Nhật Bản    | Makomanai Ice Arena                 | 18.589 (100%)           | $2.617.925  |
| 7 tháng 11 năm 2016  | Aichi            | Nhật Bản    | Nippon Gaishi Hall                  | 27.371 (100%)           | $3.859.587  |
| 8 tháng 11 năm 2016  | Aichi            | Nhật Bản    | Nippon Gaishi Hall                  | 27.371 (100%)           | $3.859.587  |
| 9 tháng 11 năm 2016  | Aichi            | Nhật Bản    | Nippon Gaishi Hall                  | 27.371 (100%)           | $3.859.587  |
| 26 tháng 11 năm 2016 | Đài Bắc          | Đài Loan    | Nhà thi đấu Đài Bắc                 | 23.834 (100%)           | $3.143.235  |
| 27 tháng 11 năm 2016 | Đài Bắc          | Đài Loan    | Nhà thi đấu Đài Bắc                 | 23.834 (100%)           | $3.143.235  |
| 30 tháng 11 năm 2016 | Tokyo            | Nhật Bản    | Tokyo Dome                          | 104.978 (100%)          | $10.498.612 |
| 1 tháng 12 năm 2016  | Tokyo            | Nhật Bản    | Tokyo Dome                          | 104.978 (100%)          | $10.498.612 |
| 9 tháng 12 năm 2016  | Osaka            | Nhật Bản    | Kyocera Dome                        | 135.720 (100%)          | $13.576.159 |
| 10 tháng 12 năm 2016 | Osaka            | Nhật Bản    | Kyocera Dome                        | 135.720 (100%)          | $13.576.159 |
| 11 tháng 12 năm 2016 | Osaka            | Nhật Bản    | Kyocera Dome                        | 135.720 (100%)          | $13.576.159 |
| 11 tháng 2 năm 2017  | Hồng Kông        | Hồng Kông   | AsiaWorld–Expo                      | 25,784 (100%)           | $3,437,272  |
| 12 tháng 2 năm 2017  | Hồng Kông        | Hồng Kông   | AsiaWorld–Expo                      | 25,784 (100%)           | $3,437,272  |
| 25 tháng 2 năm 2017  | Manila           | Philippines | Smart Araneta Coliseum              | 20,306 (100%)           | $3,024,528  |
| 26 tháng 2 năm 2017  | Manila           | Philippines | Smart Araneta Coliseum              | 20,306 (100%)           | $3,024,528  |
| 18 tháng 3 năm 2017  | Kuala Lumpur     | Malaysia    | Sân vận động Merdeka                | 26,183 (100%)           | $2,597,138  |
| 2 tháng 4 năm 2017   | Singapore        | Singapore   | Sân vận động trong nhà Singapore    | 10,904 (100%)           | $1,703,219  |
| Bắc Mỹ               |                  |             |                                     |                         |             |
| 25 tháng 4 năm 2017  | Newark           | Mỹ          | Trung tâm Prudential                | 5,999 (54.7%)           | $998,411    |
| 27 tháng 4 năm 2017  | Thành phố México | México      | Mexico City Arena                   | 12,784 (90%)            | $1,917,213  |
| 28 tháng 4 năm 2017  | Los Angeles      | Mỹ          | The Forum                           | 8,668 (89%)             | $1,436,158  |
| Châu Á               |                  |             |                                     |                         |             |
| 27 tháng 5 năm 2017  | Seoul            | Hàn Quốc    | Sân vận động Olympic                | 70,000 (100%)           | $9,243,362  |
| 28 tháng 5 năm 2017  | Seoul            | Hàn Quốc    | Sân vận động Olympic                | 70,000 (100%)           | $9,243,362  |
| Tổng cộng            | Tổng cộng        | Tổng cộng   | Tổng cộng                           | 664,524 / 671,977 (99%) | $79,970,129 |